# Boumalne-Dadès
Boumalne-Dadès (en Tamazight ⴱⵓⵎⴰⵍ ⵏ ⴷⴰⴷⵙ Būmālen Dādis, en arabe : بومالن دادس) est une commune urbaine du Maroc, située dans la région de Drâa-Tafilalet, province de Tinghir.

## Origine
Située au bord d'un plateau désertique, au débouché de la haute vallée du Dadès à plus de 1500 mètres d'altitude, Boumalne trouve son origine dans un ancien passage de transhumance, contrôlé par les Aït Atta du djebel Saghro et aussi utilisé par les tribus voisines des Mgouna, Aït Sedrate, Aït Hdiddou et Aït Merghad entre les pâturages d'été du Haut Atlas et ceux d'hiver du Saghro.

## Situation géographique
Boumalne Dadès se trouve à environ 25 km de la ville de Kelaat-M'Gouna. Entre ces deux villes, le long de l'assif Dadès et de la route nationale 10, se trouve la commune rurale de Souk Lakhmis Dadès qui forme une agglomération ininterrompue avec El Kelaa et Boumalne.
Aux pieds des sommets enneigés du Haut-Atlas, Boumalne est une base de départ idéale pour découvrir la région pour les touristes affluant en masse en saison, soit en transit pour aller vers les gorges du Dadès et du Todra soit pour traverser le djebel Saghro, et compte de nombreux hôtels. On y trouve également des casernes militaires, un aérodrome, un grand lycée, ainsi que le plus grand hôpital de la vallée du Dadès.
La commune de Boumalne comprend les villages de Akboub, Slillou, Aït Abdrhim, Imziln, Tarmouchte, Aït Bouallal, Aït Sidi Ali, Aït Bouamane, Aït Bouyoussef, Aït Abdoune. Le jour du marché hebdomadaire est le mercredi. La plupart des habitants, comme ceux de la vallée du Dadès, sont des Berbères chleuhs et leur langue maternelle est le tachelhit. Le nom de la ville est d'ailleurs formé d'après le berbère « Boumal n'Dades » (Boumal du Dadès).

## Le dimanche noir
Le 6 janvier 2008, des manifestations protestant contre ce qu'ils considèrent comme un abandon de la part des autorités, plusieurs villages des environs de Msemrir étant restés plusieurs jours bloqués par la neige en décembre 2007, et l'absence de reconnaissance de leur identité amazighe, ont dégénéré en affrontements avec les forces de l'ordre, donnant lieu à 42 arrestations, 10 manifestants dont des lycéens ayant été condamnés à plusieurs mois de prison.

### Sources
- (en) Boumalne-Dadès sur le site de Falling Rain Genomics, Inc.